# 4824 Stradonice
4824 Stradonice este un asteroid din centura principală, descoperit pe 25 noiembrie 1986 de Antonín Mrkos.